# Nagy Endre (gazdasági szakíró)
Nagy Endre (Kutyfalva, 1883. november 25. – Székelyudvarhely, 1969. április 18.) erdélyi magyar gazdasági szakíró. Nagy Géza testvére.

## Életútja
Középiskoláit a marosvásárhelyi Református Kollégiumban végezte (1902), ezt követően a kolozsvári Gazdasági Akadémián szerzett okleveles gazdaképesítést (1905). Közben (1904–05) a kolozsvári egyetemen jogot is hallgatott, de tanulmányait itt csak 1909–13 között folytathatta, s az I. világháború és hadifogság után, már az I. Ferdinánd Egyetemen szerezte meg az államtudományi doktorátust (1923).
1905–1909 között a lévai Schöller-uradalomban segédtiszt; 1909 őszén a kolozsvári Magvizsgáló Állomáson dolgozott, majd 1910-től – a háború, frontszolgálat és hatévi hadifogság miatti megszakítással – a Szolnok-Doboka vármegyei Gazdasági Egylet segédtitkára, majd titkára; a hatalomváltozást követően az egylet újjászervezője. Közben uradalmi tanácsadója a mezőzáhi és bethleni mágnásbirtokoknak; alkalmi jégkárbecslő egy biztosítási részvénytársaságnál.
Miután az 1929-es román szakoktatási törvény lehetőséget biztosít rá, 1931-ben elvállalta az unitárius egyház által alapított székelykeresztúri téli gazdasági iskola igazgatói tisztét, majd Majláth Gusztáv Károly püspök kérésére segített a radnóti (1932) és a kézdivásárhelyi (1933) római katolikus gazdasági iskolák létrehozásában. 1935-ben megszervezte a Bethlen Gábor Kollégium mellett indított csombordi téli gazdasági és szőlészeti iskolát, s annak még az államosításon (1948) és nyugdíjazásán (1952) is túl, 1954-ig igazgatója, tanára volt.
A második világháború évei újabb megpróbáltatásokat jelentettek számára: mint a dél-erdélyi magyarság jeles értelmiségi személyiségét, többször letartóztatták, Az 1944. augusztus 23-iki átállás után internálták. Hazatérve mégis sikerül újraszerveznie a háborúban megviselt csombordi szakiskolát, eltüntetnie a sebeket. 1946-48 között igazgatói és tanári munkáján kívül az erdélyi magyar gazdasági iskolák minisztérium által kinevezett felügyelőjeként is dolgozott. Nyugdíjasként, 1954-ben költözött át Székelyudvarhelyre, ahol néhány évig még tanított az ottani mezőgazdasági szaklíceumban.

## Szakírói munkássága
Gazdasági szakcikkeivel az 1920-as évek elején jelentkezett a kolozsvári Ellenzékben és az Erdélyi Gazdában, amelynek 1921-től állandó munkatársa. 1921 után szerkesztője a Szolnok-Doboka Vármegyei Gazdasági Egylet hivatalos közlönyének, a Désen megjelenő Egyleti Értesítőnek, 1930-33 között a Dicsőszentmártonban kiadott Mezőgazdasági Szemlének (amelynek azután is munkatársa maradt). 1941-44 között felelős szerkesztőként jegyezte a Nagyenyeden is megindított Erdélyi Gazdát, a dél-erdélyi magyarság egyik legfontosabb – nem csupán gazdasági, hanem művelődési – folyóiratát.
Az Erdélyi Gazda számára írta, s a lapban folytatásokban jelentette meg A gazdakörök szervezéséről és vezetéséről című munkáját (Kolozsvár, 1926; II, bővített kiadása 1929) és A cukorrépa termelése című könyvét (Kolozsvár, 1926). Gazdasági iskolai tapasztalatai összegződnek Szász Ferenccel írt átfogó munkájában, a Gazdatudományban (Kolozsvár, 1936; 2. kiadás 1937), amely tankönyv és gyakorlati kézikönyv is egyszerre, amint alcíme jelzi: "Kézikönyv gazdasági iskolák és haladó gazdák számára".

### Posztumusz kötete
- Nagy Endre: Így éltem és ezt láttam, Danielprint Nyomda, Újvidék, 2010.[1]